# Friday on My Mind
«Friday on My Mind» es una canción y sencillo de 1966 del grupo de rock australiano The Easybeats, siendo con mucho su tema más popular y conocido internacionalmente. Fue producido por Shel Talmy y grabado en los IBC Studios, Londres Inglaterra, por el sello United Artists Records.
La canción apareció por primera vez en el álbum británico Good Friday, lanzado en mayo de 1967. Simultáneamente, se incluyó en el autotiulado LP Friday on my Mind, para el público estadounidense. 
Fue escrita por los miembros de la banda George Young y Harry Vanda, El sencillo se convirtió en un éxito mundial, alcanzando el puesto # 16 en el listado de Billboard Hot 100 de Estados Unidos en mayo de 1967, # 1 en Australia y Países Bajos, # 6 en el Reino Unido, así como también ingresó a listados en posiciones de privilegio en otros países.
En 2001, fue votada como la "Mejor Canción de Australia de todos los tiempos” por la Australian Performing Right Association (APRA), de acuerdo al criterio de un panel de 100 personalidades de la industria musical del país.
En el año 2007, "Friday On My Mind" fue agregada en el Sounds of Australia Registry del National Film and Sound Archives, un registro nacional de lo más destacado del cine y la música.

## Música y letras
Los versos en tono menor de "Friday on My Mind" son sencillos y directos, con un contenido bastante liviano. Representan el tedio y la monotonía de la semana de trabajo, teniendo cada día a la vez: "Monday morning feels so bad / Coming Tuesday I feel better" ("Lunes por la mañana me siento tan mal / Con la llegada del martes me siento mejor"). Estos versos se adornan con una figura de guitarra distintiva, algo parecido al acorde del riff de “I Feel Fine” de The Beatles y presente en casi toda la canción.
La acumulación al coro presenta un vocal lentamente creciente, que culmina con un grito de "Cos I'll have Friday on my mind!" ("¡Porque tendré el viernes en mi mente!") y la interpretación de un estribillo en tonalidad mayor celebrando los placeres del fin de semana en la ciudad.
Aunque la canción durante mucho tiempo se ha denominado un "himno de la clase trabajadora", George Young mantiene que tenía "mucho más que ver con su perspectiva sobre el mundo que cualquier declaración de clase". Según Harry Vanda, quien toca la guitarra distintiva de la pista de apertura, declaró que fue inspirada por una actuación de cine con The Swingle Singers (un grupo vocal francés): "fue ese tudutudutudu, que nos hizo reír. En el tren de regreso desde el concierto, los estábamos imitando y de repente sonaba bien. Se hicieron las primeras notas de Friday on My Mind". El coro referido es similar al clásico estilo vocal doo wop.

## Éxitos posteriores
Esta canción, atribuida al dúo compositor Vanda y Young sería un rotundo éxito internacional, llegando al número #1 en Australia y Países Bajos, al #6 en el Reino Unido y al #16 en los Estados Unidos. También sería un éxito en media Europa (Top 10 en Alemania, Francia e Italia), y llegó a vender más de un millón de copias alrededor del mundo. Esta fue, de hecho, la única canción con la que se les conoció a The Easybeats en América, curiosamente asociada a la corriente denominada como “Invasión Británica” a pesar de pertenecer a un grupo australiano.
Además de su sencillo de 7 " en 45 RPM de finales de 1966, la canción se publicó en un EP en abril de 1967, con las canciones "Sorry", "Who'll Be the One" y "Made My Bed, Gonna Lie in It". 
Debido al gran suceso comercial de la canción, en ediciones posteriores de United Artist hicieron del EP un verdadero álbum en mayo de 1967, completado con algunas canciones contenidas en discos previos y otras inéditas en un LP. En 1968 el sello discográfico Hallmark Records publicó su edición del LP “Friday on My Mind” exclusiva para el Reino Unido.
Un 2005, la reedición del sencillo en formato de CD por el sello alemán Reppertoire Records incluyó "Remember Sam", "Pretty Girl" y "Made My Bed, Gonna Lie in It", con una cubierta radicalmente distinta a la característica psicodélica de la original, con una fotografía en blanco y negro de la banda en una transitada calle francesa.
El 28 de mayo de 2001, la Australian Performing Right Association (APRA) celebró su 75 aniversario nombrando las Mejores canciones australianas de todos los tiempos, que se decidió por un panel de 100 fuertes personalidades de la industria. Premiaron a"Friday on My Mind" como la canción número una en la lista. En la ceremonia de los APRA Awards, la banda australiana de rock alernativo You Am I interpretó la exitosa canción con Harry Vanda de The Easybeats, en la guitarra.
"Friday on My Mind" fuc clasificada en la posición # 10 por la cadena australiana de música Triple M en su listado de canciones de 2006.
En las series de 20 to 01, fue # 1 en la serie de "Las Mejores canciones Aussie" (aussie es un vocablo del país para definir australiano). La canción también aparece en la película australiana de 1984 One Night Stand.

## Lanzamientos

### Sencillo de 7"
Publicado el 14 de octubre de 1966 en el Reino Unido, Australia y Alemania y el 17 de noviembre de 1966 en Estados Unidos.

#### Lista de canciones
1. "Friday on My Mind" (Harry Vanda, George Young)[1] – 2:47
2. "Made My Bed (Gonna Lie in It)" (Young)[8]– 2:05

### EP
Publicado el 13 de abril de 1967 en el Reino Unido, Australia y Alemania. 
Contiene la canción "Sorry", extraída del álbum previo Volume 3 (1966) y un nuevo tema inédito "Who'll Be the One", lanzado como sencillo junto a "Do You Have a Soul?” en Australia y "Saturday Night" en Europa.
Una edición francesa del EP de ese mismo año (y más conocida) incluyó "Remember Sam" y "Pretty Girl" en lugar de "Sorry" y "Who'll Be the One". Adicionalmente presentó una cubierta distinta.

#### Lista de canciones
1. "Friday on My Mind" (Harry Vanda, George Young) – 2:47
2. "Sorry" (Vanda, Young) – 2:38
3. "Who'll Be the One" (Vanda, Young) – 2:33
4. "Made My Bed (Gonna Lie in It)" (Young) – 2:05

### LP de vinilo
Fue lanzado en mayo de 1967 por United Artist en el Reino Unido, Países Bajos, Alemania y Estados Unidos. En 1968, Hallmark Records lo distribuyó en el Reino Unido.

#### Lista de canciones
Todas las canciones por Harry Vanda y George Young excepto donde se indica:
1. Friday on My Mind – 2:47
2. River Deep, Mountain High (Jeff Barry, Ellie Greenwich, Phil Spector) – 3:56
3. Do You Have a Soul? – 2:58
4. Saturday Night – 3:25
5. You Me, We Love – 3:21
6. Pretty Girl – 2:14
7. Happy Is the Man – 2:40
8. Women (Make You Feel Alright) (Stevie Wright, Young) – 2:30
9. Who'll Be the One - 2:34
10. Made My Bed, Gonna Lie in It (Young) - 2:05
11. Remember Sam – 2:30
12. See Line Woman – 3:09

## Otras versiones
Diversos artistas muy reconocidos han hecho su versión de "Friday on My Mind", entre los que destacan:
- The Shadows en su álbum Jigsaw (1967)
- David Bowie en su álbum Pin Ups (1973)
- London en su EP Summer of Love (1977)
- Peter Frampton en su álbum Breaking All the Rules (1981)
- Gary Moore en su álbum Wild Frontier (1987)
- Richard Thompson en su álbum 1000 Years of Popular Music (2003)
- Burning Heads en su álbum Spread The Fire (2009)

## Personal
- Stevie Wright - voz principal y coros
- Harry Vanda - guitarra principal y coros
- George Young - guitarra rítmica y coros
- Dick Diamonde - bajo
- Gordon "Snowy" Fleet - batería